# Montreal Le National
Montreal Le National (francouzsky Le National de Montreal) byl profesionální (později amatérský) kanadský klub ledního hokeje, který sídlil v Montréalu v provincii Québec. V letech 1909–1910 působil v profesionální soutěži Canadian Hockey Association. Zanikl v roce 1927. Klubové barvy byly modrá a bílá.

## Historické názvy
Zdroj: 
- 1895 – Montreal Le National
- 1926 – Montreal/St Francois Nationals

## Umístění v jednotlivých sezonách
Stručný přehled
Zdroj: 
- 1901: Intermediate Canadian Amateur Hockey League
- 1902–1903: bez soutěže
- 1904: Federal Amateur Hockey League
- 1905: Canadian Amateur Hockey League
- 1906–1909: bez soutěže
- 1909–1910: Canadian Hockey Association
- 1910–1911: Montreal City Hockey League
- 1911–1912: Interprovincial Amateur Hockey Union
- 1912–1914: bez soutěže
- 1914–1918: Montreal City Hockey League
- 1918–1919: Montreal Hockey League
- 1919–1923: Montreal City Hockey League
- 1923–1925: Eastern Canada Amateur Hockey League
- 1925–1927: Senior Group Hockey League

Jednotlivé ročníky
Zdroj: 
Legenda: Z - zápasy, V - výhry, VP - výhry v prodloužení, R - remízy, P - porážky, PP - porážky v prodloužení, VG - vstřelené góly, OG - obdržené góly, +/- - rozdíl skóre, B - body, fialové podbarvení - reorganizace, změna skupiny či soutěže
| Kanada (1904 – 1910) |      |        |    |   |    |   |    |    |    |    |     |   |        |          |
| Sezóny               | Liga | Úroveň | Z  | V | VP | R | PP | P  | VG | OG | +/- | B | Pozice | Play-off |
| 1904                 | FAHL | –      | 6  | 3 | –  | 0 | –  | 3  | 27 | 27 | 0   | 6 | 2.     | –        |
| 1905                 | CAHL | –      | 10 | 0 | –  | 0 | –  | 10 | 6  | 42 | -36 | 0 | 6.     | –        |
| ...                  |      |        |    |   |    |   |    |    |    |    |     |   |        |          |
| 1909/10              | CHA  | –      | 4  | 0 | –  | 0 | –  | 4  | 25 | 50 | -25 | 0 | 5.     | –        |